# Ways of Kung Fu
Ways of Kung Fu (Juan xing quan fa yu fa) è un film del 1978 diretto da Chiu Lee.

## Trama
Kun Tak perde il suo lavoro in un tempio Shaolin, per colpa di un monaco corrotto, Wu Tan, che prende il sopravvento al tempio.
Il suo maestro lo manda da un vecchio amico, la cui famiglia pratica da generazioni il Kung Fu. Con riluttanza, Tak inizia a praticare diversi stili di Kung Fu allenandosi duramente, così da poter ritornare al tempio e affrontare il monaco corrotto.